# Krecl
Krecl (též Grecl) neboli Špalíček byl soubor historických středověkých domů, který až do roku 1975 stával na Masarykově náměstí v Jihlavě. Dnes na tomto místě stojí obchodní dům Prior. Obdobou Kreclu byly v Česku např. Špalíček v Chebu nebo Malý Špalíček na Zelném trhu v Brně.

## Historie
Krecl vznikl ve 13. století, patrně v souvislosti s vznikem náměstí. Postupně se jeho okolí stalo centrem důležitého dění ve městě – např. v roce 1436 zde byla vyhlášena Basilejská kompaktáta, znamenající v podstatě konec husitských válek. Na obrazu z 19. století zachycujícím vyhlášení kompaktát (dnes je obraz vystaven v Muzeu Vysočiny) má Krecl ještě gotickou podobu. Později prošel postupně renesančními a barokními úpravami. Do sklepení Kreclu také ústila část jihlavských katakomb.

## Etymologie
Označení Krecl, či Kretzl pochází z rakouské němčiny, a to konkrétně ze slova das Grätzel, které označuje blok sousedních domů.

## Likvidace
Likvidace Kreclu se odehrála po částech. První část likvidace byla zahájena 23. dubna 1974 v 0:30 hodin. Tehdy byla odstřelena většina komplexu mimo dvou historicky nejvzácnějších rohových domů. Tyto domy byly zbořeny v prosinci roku 1975. V roce 1978 byl položen základní kámen obchodního domu Prior, který byl otevřen v květnu 1983. Paradoxně jen o pár měsíců dřív se historické jádro Jihlavy dočkalo prohlášení za městskou památkovou rezervaci.
Likvidaci Kreclu řídil tehdejší předseda Městského národního výboru Karel Prchal. Aby se zabránilo kritice ze strany památkářů, byl poté sesazen z místa předsedy Městského národního výboru a dosazen na post místopředsedy Okresního národního výboru.